# Freadelpha polyspila
Freadelpha polyspila är en skalbaggsart. Freadelpha polyspila ingår i släktet Freadelpha och familjen långhorningar.

## Underarter
Arten delas in i följande underarter:
- F. p. polyspila
- F. p. sibutensis